# Louis-Désiré Maigret
Louis-Désiré Maigret (Saint-Pierre-de-Maillé, 14 settembre 1804 – Honolulu, 11 giugno 1882) è stato un missionario e vescovo cattolico francese.

## Biografia
Diventa membro della Congregazione dei Sacri Cuori nel 1822. Ordinato sacerdote dei Padri di Picpus dal 1828, fu nominato nel 1839 prefetto apostolico delle Isole Sandwich, per poi diventarne vicario apostolico e vescovo, nominato da papa Gregorio XVI, per sostituire Étienne Rouchouze disperso in mare. Fu consacrato vescovo in Cile il 31 ottobre 1847. Fece costruire la cattedrale di Nostra Signora della Pace a Honolulu.

## Genealogia episcopale
La genealogia episcopale è:
- Cardinale Scipione Rebiba
- Cardinale Giulio Antonio Santori
- Cardinale Girolamo Bernerio, O.P.
- Arcivescovo Galeazzo Sanvitale
- Cardinale Ludovico Ludovisi
- Cardinale Luigi Caetani
- Cardinale Ulderico Carpegna
- Cardinale Paluzzo Paluzzi Altieri degli Albertoni
- Papa Benedetto XIII
- Papa Benedetto XIV
- Papa Clemente XIII
- Cardinale Bernardino Giraud
- Cardinale Alessandro Mattei
- Cardinale Pietro Francesco Galleffi
- Cardinale Antonio Domenico Gamberini
- Vescovo José Ignacio Cienfuegos Arteaga
- Vescovo José Agustín de la Sierra Mercado
- Vescovo José Hilarión de Etura y Ceballos, O.P.
- Vescovo Louis-Désiré Maigret, SS.CC.

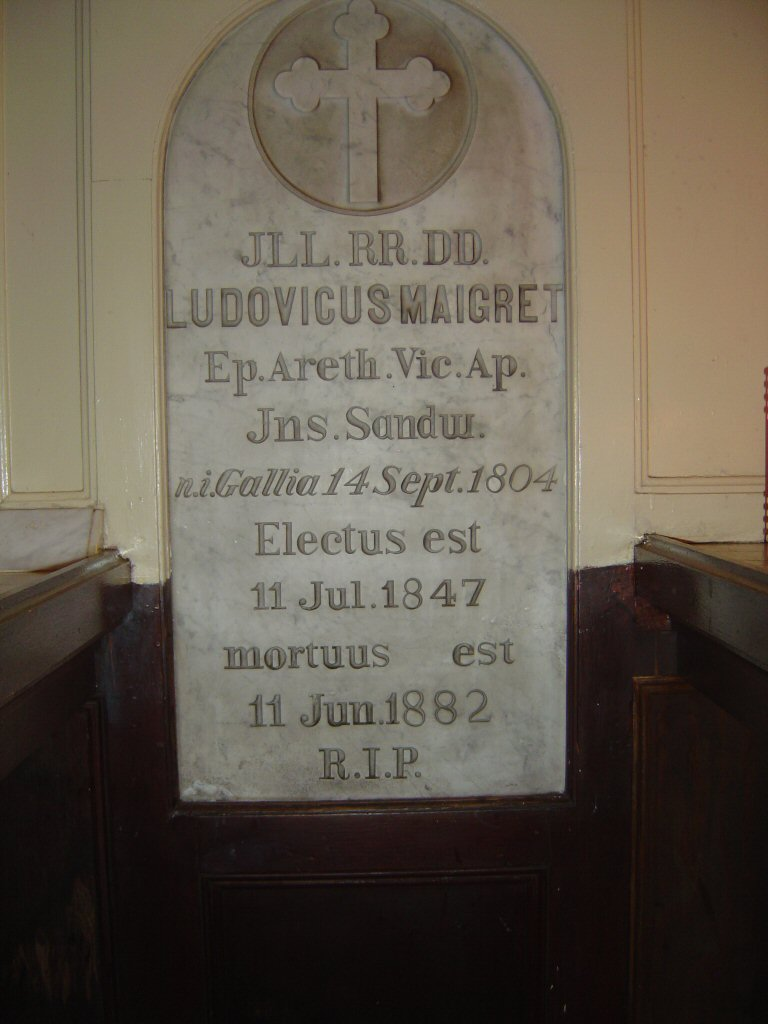
La sua tomba nella cattedrale di Honolulu.